# Werner Sombart
Werner Sombart (ur. 19 stycznia 1863 w Ermsleben, zm. 18 maja 1941 w Berlinie) – niemiecki socjolog i ekonomista, głowa młodszej „szkoły historycznej”, myśliciel społeczny.

## Początek kariery, socjalizm i ekonomia

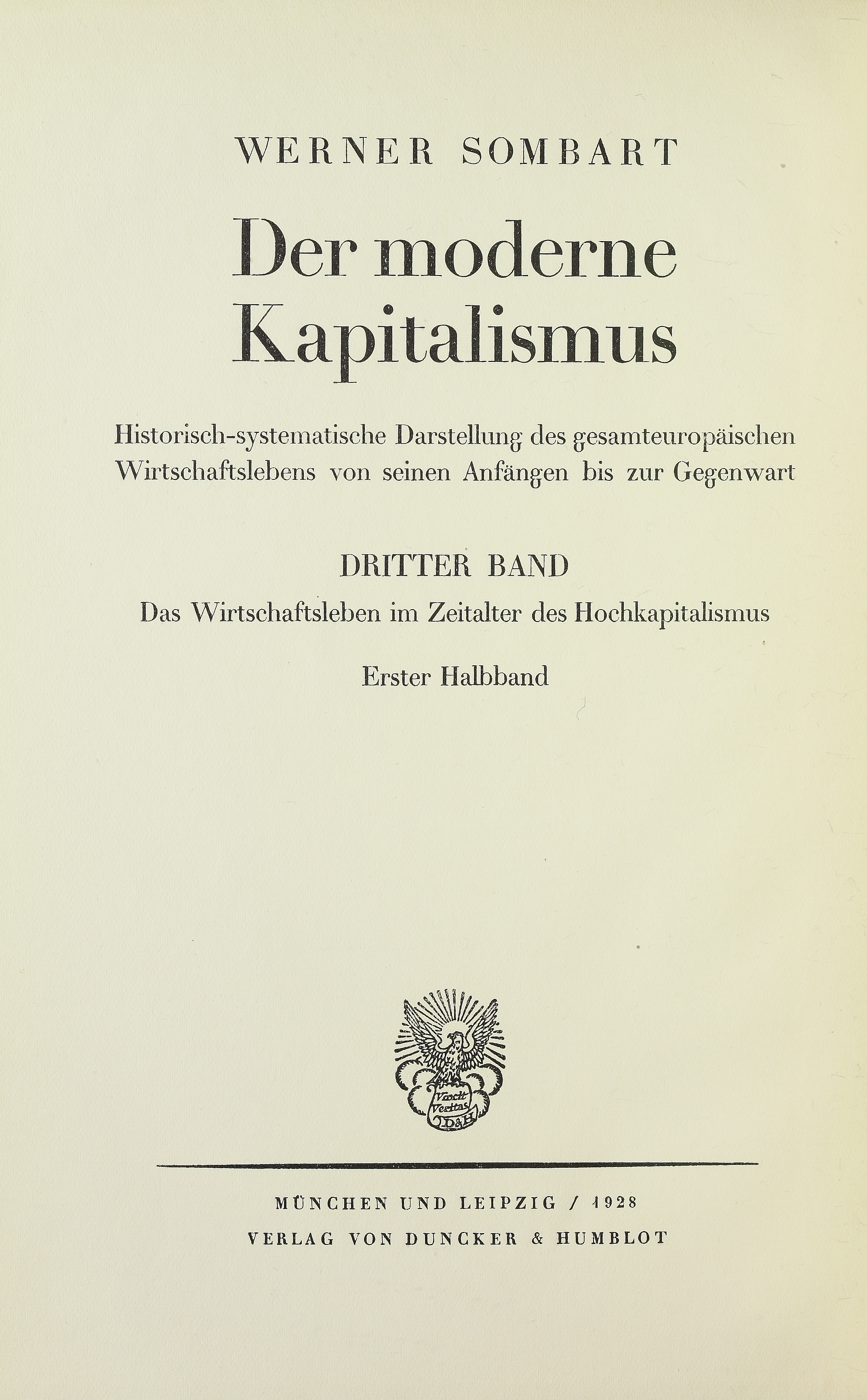
Wirtschaftsleben im Zeitalter des Hochkapitalismus, 1928

Werner Sombart urodził się 19 stycznia 1863 roku w Ermsleben, w górach Harzu, jako syn bogatego, liberalnego polityka oraz handlarza i właściciela nieruchomości, Antona Ludwiga Sombarta. Studiował prawo i ekonomię na uniwersytetach w Pizie, Berlinie i Rzymie. W 1888 roku uzyskał doktorat na Uniwersytecie w Berlinie pod kierunkiem Gustawa von Schmollera i Adolpha Wagnera, najbardziej znanych w tym czasie ekonomistów niemieckich.
Jako ekonomista, a także jako społecznik, Sombart był wtedy uważany za radykalnego lewicowca, stąd też dostał katedrę na uniwersytecie we Wrocławiu, a nie na szacownych uniwersytetach Heidelbergu i Fryburga, o czym zadecydowały władze państwowe. Tymczasem Sombart był ważnym interpretatorem Karola Marksa, choć sam nie był marksistą. Z tegoż to powodu sam Fryderyk Engels nazwał go jedynym niemieckim profesorem, który pojął Kapitał.
W 1902 roku w swym największym dziele, Der moderne Kapitalismus, wydanym w sześciu tomach, przedstawił szczegółową historię ekonomii i rozwoju gospodarczego na przestrzeni wieków. Można je uznać za swoistą „biblię” „szkoły historycznej”. Choć wytykane przez ekonomię neoklasyczną, a także krytykowane w wielu punktach, dzieło to jest dziś podstawą dla szkoły Annales (Fernand Braudel).
W 1906 roku Sombart objął katedrę w berlińskiej Wyższej Szkole Handlowej, instytucji niższej rangą niż uniwersytet we Wrocławiu, ale bliższej politycznym działaniom niż Wrocław. Tu, w tym samym roku napisał Dlaczego w USA nie ma socjalizmu, klasyczną pracę na temat wyjątkowości Ameryki pod tym względem. W końcu 1909 roku przyznał, że większą część swojego życia spędził na obronie idei Marksa.

## Sombart w roli socjologa
W 1917 roku Sombart został profesorem na Uniwersytecie w Berlinie, wtedy uznawanym za najlepszy nie tylko w Europie, lecz także w świecie. Pozostał na katedrze do 1931, ale kontynuował nauczanie do 1941 roku. Socjologia według Sombarta miała być częścią humanistyki (Geisteswissenschaften), a nie znaturalizowanym opisem nowoczesnego społeczeństwa jak chcieli to zrobić Auguste Comte czy Émile Durkheim, sądzący, że socjologia powinna być tak ścisła jak fizyka. Podejście Sombarta do socjologii zdawało się przypominać „Hermeneutykę” Hansa-Georga Gadamera, która jest oparta na podejściu Verstehen w rozumieniu świata, nie zaś na jego „scjentyfikacji”. Kluczowe eseje Sombarta na temat socjologii zostały wydane pośmiertnie w 1956 roku jako Neo-Soziologie.

## Końcowe lata kariery i narodowy socjalizm
W latach 30. XX wieku Sombart skierował swe polityczne sympatie ku narodowym socjalistom; słynne jest jego stwierdzenie, jakoby Adolf Hitler otrzymywał polecenia od samego Boga. Jednak w 1938 roku wydał książkę antropologiczną, Vom Menschen o wymowie antynazistowskiej. Jego wcześniejsza książka, Żydzi a życie gospodarcze, jest niedokończonym studium Maxa Webera o związkach protestantyzmu (w szczególności zaś kalwinizmu) i kapitalizmu, z tym, że kładzie on nacisk na Żydów jako twórców tego systemu gospodarczego. Jego podejście do nazizmu jest podobne do tego, jakie przejawiali Martin Heidegger oraz Carl Schmitt, ale jest jasne, że ci dwaj próbowali być, do pewnego momentu, awangardowymi myślicielami III Rzeszy, podczas gdy Sombart był bardzo ambiwalentny.
Ową niestabilność poglądów tak wyjaśnia współczesny mu austriacki ekonomista Ludwig von Mises: Człowiek ten jednoczył w sobie wszelkie wady środowiska, przy czym reprezentował je jakby w najwyższej mierze. Nie interesowało go nigdy nic innego, jak mówienie o sobie i robienie pieniędzy. Jego rzekomo wielka praca o nowoczesnym kapitalizmie jest stekiem historycznych oszustw. Zawsze szukał poklasku szerokiej publiczności. Pisał bzdury, gdyż mógł dzięki nim liczyć na duży sukces. Był niesłychanie utalentowany, a mimo to nigdy nie zechciał na serio myśleć i pracować. Cierpiał na ciężką chorobę zawodową niemieckich profesorów, manię wielkości. Gdy było modne bycie marksistą, przyznawał się do bycia marksistą. Gdy Hitler przejął ster, pisał, że Führer otrzymuje przykazania od Boga.